# فرنسيسكو بيريز باير
فرنسيسكو بيريز باير (بالإسبانية: Francisco Pérez Bayer)‏ هو كاتب إسباني، ولد في 11 نوفمبر 1711 في بلنسية في إسبانيا، وتوفي في 27 يناير 1794 في مدريد في إسبانيا.